# 新庄直規
新庄 直規（しんじょう なおのり）は、常陸麻生藩の第11代藩主。

## 生涯
宝暦元年（1751年）、第9代藩主・新庄直隆の長男として江戸で生まれる。父が宝暦5年（1755年）に隠居したときにはまだ5歳の幼少だったため、家督は叔父の直侯が継いで直規はその養子となり、明和9年（1772年）に直侯が死去すると家督を継いだ。同年12月28日に従五位下・駿河守に叙位・任官する。
直規は積極的な藩政改革を推し進め、寛政元年（1789年）4月には凶作による藩財政難により、家臣団に3ヵ年の倹約令を出した。12月には享保の改革を模範として目安箱を設置している。寛政2年（1790年）には藩人口減少に対処するため、困窮者の子供やその妊婦などに対して養育米を支給したりしている。寛政3年（1791年）には民政に関する18か条の条目を制定した。
寛政6年（1794年）8月8日から寛政11年（1799年）12月まで大番頭を務めた。また、大坂城・二条城・駿府城の勤番職も歴任した。享和3年（1803年）10月20日、病気を理由に家督を長男・直計に譲って隠居する。文化5年（1808年）3月23日に死去した。享年58。

## 系譜
父母
- 新庄直隆（実父）
- 新庄直侯（養父）

正室、継室
- 木下利忠の娘（正室）
- 山口弘長の娘（継室）

子女
- 新庄直計（長男）生母は正室
- 新庄直恒（次男）
- 新庄直行（三男）
- 伊丹勝従継室
- 新庄直容正室
- 水野忠一室
- 石丸有胃室